# Cambremer
Cambremer è un comune francese di 1 139 abitanti situato nel dipartimento del Calvados nella regione della Normandia. Dal 1º gennaio 2019 ha incorporato comune di Saint-Laurent-du-Mont

## Società

### Evoluzione demografica
Abitanti censiti